# Bubba Ho-Tep
Bubba Ho-Tep es una película estadounidense de terror-comedia de 2002 dirigida por Don Coscarelli y protagonizada por Bruce Campbell y Ossie Davis.

## Sinopsis
Cansado de la vida que lleva, Elvis Presley decide cambiar su identidad con uno de sus imitadores, Sebastian Huff. A partir de ese momento se ganará la vida como un imitador de Elvis más, hasta que se rompe la cadera durante un espectáculo. Para colmo de males, pierde los papeles que demostraban que él era el verdadero Elvis. Años después de este suceso, un avejentado Elvis se encuentra recluido en una residencia para ancianos, todavía con la identidad del difunto Huff. Al investigar sobre una serie de hechos macabros, Elvis descubre que una momia egipcia resucitada está acabando con la vida de los residentes. Sabiendo que nadie creerá su historia, debido a que es considerado un mentiroso o un delirante por las autoridades del hospicio, Elvis decide enfrentarse en un duelo final con la malvada momia. Pero no estará solo, pues cuenta con la ayuda de Jack, un residente negro, que afirma ser John F. Kennedy y haber sobrevivido a su asesinato, para encontrarse con que los servicios secretos de su país lo traicionaron, metiendo su cerebro en ese cuerpo. Juntos, los dos parias del hogar para ancianos lucharán por acabar con su milenario enemigo.

## Premios
- U.S. Comedy Arts Festival
- Bram Stoker Award[1]